# Fégréac
Fégréac est une commune de l'Ouest de la France, située dans le département de la Loire-Atlantique, en région Pays de la Loire.

## Géographie

### Situation
Fégréac est située à 9 km au sud de Redon et à 17 km au nord de Pontchâteau, où passe la voie express Nantes-Vannes-Brest.
Les communes limitrophes sont Rieux, Théhillac, Avessac, Guenrouët, Plessé, Saint-Nicolas-de-Redon et Sévérac.

### Géographie physique

#### Hydrographie
Le paysage communal marqué par le passage de plusieurs rivières et ruisseaux :
- la Vilaine en limite ouest ;
- l'Isac et le Canal de Nantes à Brest en limite sud ;
- le ruisseau du Dréneuc, au milieu de la commune, passe au nord du bourg et forme un peu à l'ouest le marais du Motais avant de rejoindre l'Isac.
- un ruisseau qui traverse l'étang à la limite nord de la commune

Les points hauts sont occupés des zones les plus boisées, tandis que les points bas sont marqués par les zones humides et les marais. L'urbanisation se niche en particulier sur les pentes des vallons.

### Géographie humaine
La commune est caractérisée par une dispersion de son habitat en nombreux hameaux : seulement 35 % de la population communale habite dans le bourg de Fégréac.
Celui-ci profite d'un promontoire naturel au bord du marais du Motais, ce qui lui confère un point de vue et un environnement de qualité depuis la frange nord.
Le centre ancien de Fégréac s’est structuré autour de la route Redon-Saint-Nazaire qui traversait le bourg. Il regroupe un ensemble bâti dense, R+1 (rez-de-chaussée + 1 étage), généralement mitoyen et implanté à l’alignement. Cette structure originelle forme un centre historique et commercial autour de l’église, située à l’intersection de l’ancienne RD 773 et de la RD 324.
Le bourg s’est étendu de part et d’autre du centre ancien, principalement vers le sud : d’abord le long des voies de communication, puis sous forme de lotissements.

### Climat
Pour des articles plus généraux, voir Climat des Pays de la Loire et Climat de la Loire-Atlantique.
En 2010, le climat de la commune est de type climat océanique franc, selon une étude du CNRS s'appuyant sur une série de données couvrant la période 1971-2000. En 2020, Météo-France publie une typologie des climats de la France métropolitaine dans laquelle la commune est exposée à un climat océanique et est dans la région climatique  Bretagne orientale et méridionale, Pays nantais, Vendée, caractérisée par une faible pluviométrie en été et une bonne insolation.
Pour la période 1971-2000, la température annuelle moyenne est de 11,9 °C, avec une amplitude thermique annuelle de 13,1 °C. Le cumul annuel moyen de précipitations est de 792 mm, avec 12 jours de précipitations en janvier et 6,1 jours en juillet. Pour la période 1991-2020, la température moyenne annuelle observée sur la station météorologique de Météo-France la plus proche, sur la commune de Saint-Jacut-les-Pins à 17 km à vol d'oiseau, est de 12,4 °C et le cumul annuel moyen de précipitations est de 947,8 mm,. Pour l'avenir, les paramètres climatiques de la commune estimés pour 2050 selon différents scénarios d'émission de gaz à effet de serre sont consultables sur un site dédié publié par Météo-France en novembre 2022.

## Urbanisme

### Typologie
Au 1er janvier 2024, Fégréac est catégorisée commune rurale à habitat dispersé, selon la nouvelle grille communale de densité à sept niveaux définie par l'Insee en 2022.
Elle est située hors unité urbaine. Par ailleurs la commune fait partie de l'aire d'attraction de Redon, dont elle est une commune de la couronne,. Cette aire, qui regroupe 22 communes, est catégorisée dans les aires de moins de 50 000 habitants,.

### Occupation des sols
L'occupation des sols de la commune, telle qu'elle ressort de la base de données européenne d’occupation biophysique des sols Corine Land Cover (CLC), est marquée par l'importance des territoires agricoles (80,2 % en 2018), en diminution par rapport à 1990 (84 %). La répartition détaillée en 2018 est la suivante :
zones agricoles hétérogènes (43,1 %), prairies (27,1 %), forêts (10,4 %), terres arables (10 %), zones humides intérieures (6 %), eaux continentales (2,1 %), zones urbanisées (1,3 %). L'évolution de l’occupation des sols de la commune et de ses infrastructures peut être observée sur les différentes représentations cartographiques du territoire : la carte de Cassini (XVIIIe siècle), la carte d'état-major (1820-1866) et les cartes ou photos aériennes de l'IGN pour la période actuelle (1950 à aujourd'hui).

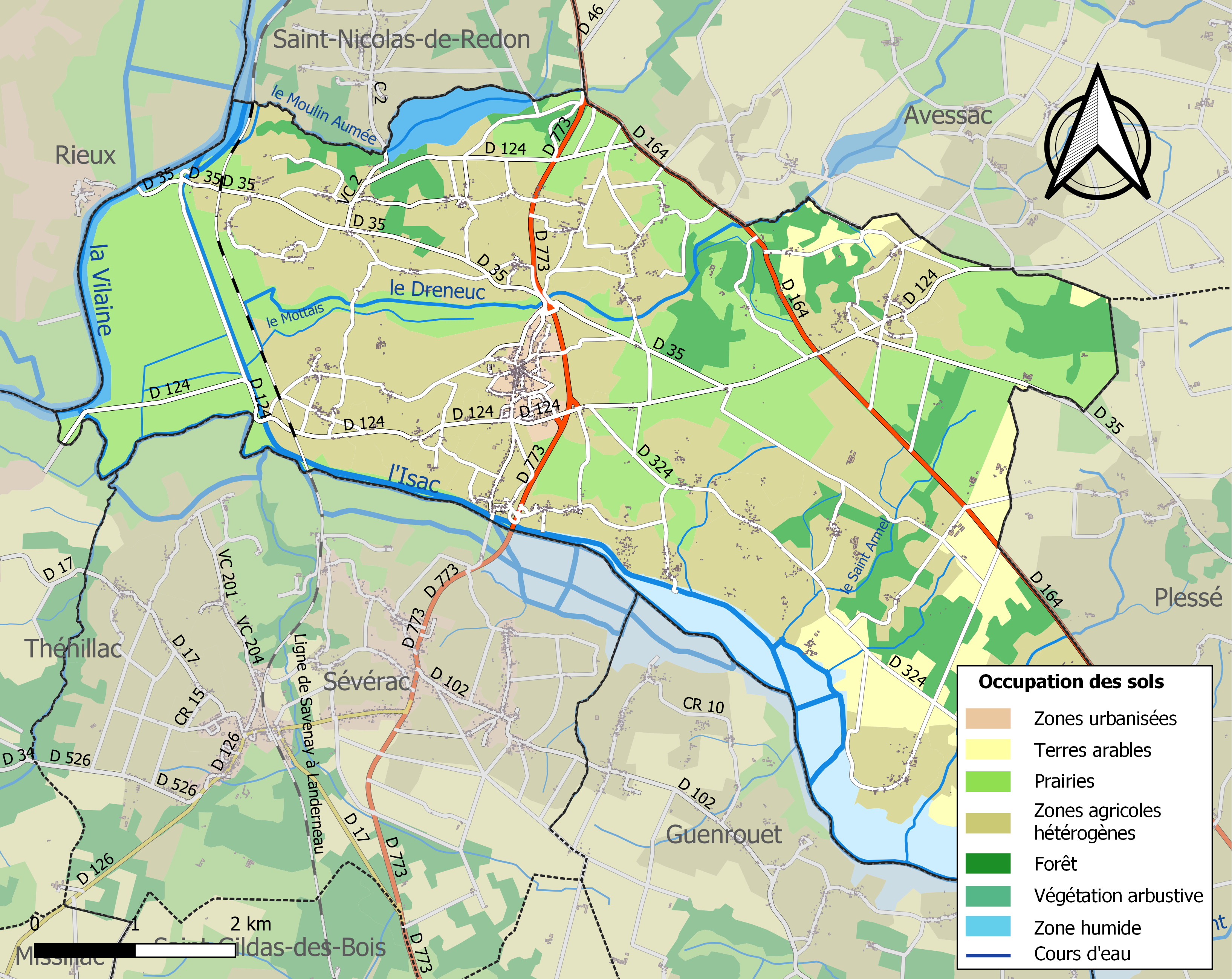
Carte des infrastructures et de l'occupation des sols de la commune en 2018 (CLC).

## Toponymie
Le nom de la localité est mentionné sous la forme Fegreac en 1287 et Feguereac en 1305, Fegreac en 1453, Feuguerea en 1636, Feguerea en 1636.
La conservation du suffixe -acum sous la forme d'une terminaison -ac, au lieu du -é usuel dans les dialectes d'oïl de l'ouest, doit s'expliquer par une implantation conséquente de communautés brittoniques originaires du sud-est de la Grande-Bretagne à partir du 6°[pas clair]. Le village de Tréhan correspond au village de Trehan dans le comté de Sallash en Cornwall. Il est possible que la différence de prononciation Fégrè pour la commune de Fégréac, soit le signe d'une évolution romane plus poussée que dans les communes voisines (Plessé Guémené[Quoi ?] et Avessac) peut-être à cause d'une densité gallo-romaine plus forte, vestige de l'ancienne cité. Quoi qu'il en soit l'implantation bretonne fut conséquente et marqua profondément la toponymie de la commune avec 21,9 % de toponymes bretons selon les calculs de Jean-Yves Le Moing (Les noms de lieux bretons de haute Bretagne). Nous y rencontrons une grande diversité de noms bretons désignant :
- lieux habités, Tré (lieu habité et cultivé) avec Tréhan, Trégran, Trenneban, le chemin de Trégommé. Ker (village), Carcano (nom de landes et d'un ruisseau) et Carnaval (ancien hameau aujourd'hui intégré au bourg). Minic'hi (monastère) avec le Pont Miny, pont qui au Moyen Âge était assujetti à un droit de passage perçu par l’abbaye Saint-Sauveur de Redon.
- noms communs décrivant les paysages, Draen (épine) Le Dréneuc. Maen (pierre), Le Ménigo. Andon (source), chemin de Gourhandon. Beuz (buis), Le Bézy. Koad (bois, forêt), Penhouët. Menez (mont), Le menet parcelle proche du village du Thénot. Traoñ (vallée), Le Thénot (cf. le vannetais Teno, le cornique Tenow et le gallois Tyno tous de même sens). Poull (mare), les poulhoux...
- anthroponymes d'origine bretonne, comme Gicquel (du vieux breton IudicHael) avec La Gicquelerie ; Armel (du vieux breton ArthMael) avec La Touche Saint Armel ; Ravily (du vieux breton RatBili noté Ratuili dans le Cartulaire de Redon en 832)...

Le 20 juillet 2020, la CAUE de Loire-Atlantique dénomme Fégréac une première fois Fréfréac et par la suite Frégréac.
La langue bretonne semble avoir disparu dans cette commune au début du XIIIe siècle au profit du gallo, dialecte de langue d'oil, sous l'influence de la ville de Rennes[réf. souhaitée].
Fégréac possède un nom en gallo, la langue d'oïl locale, écrit Fegrè ou Fegeria selon l'écriture ABCD, ou Fegré ou Fég·ria selon l'écriture MOGA, deux graphies qui représentent les prononciations les plus fréquentes : [fəgrɛ] et [fegr̩jɑ̈]. [fəgrɛ] correspond à la prononciation locale, tandis que la deuxième s'entend plutôt dans les communes voisines.
La forme bretonne proposée par l'Office public de la langue bretonne est Fegerieg.

## Histoire

### Antiquité
Une occupation est attestée dès l’époque gallo-romaine : une agglomération gallo-romaine nommée Duretie dans la Table de Peutinger s’étendait sur les deux rives de la Vilaine, sur les territoires actuels de Fégréac et de Rieux. C'est l'endroit où la voie romaine Vannes-Blain traverse la Vilaine. Les réalisations de cette époque disparaissent à la fin de l'Empire romain, mais il en reste de nombreux vestiges tant sur le territoire de Rieux que sur Fégréac autour du village d'Henrieux (signifiant en breton le vieux Rieux. On a notamment découvert au lieu-dit la Butte du Bro, lors de fouilles effectuées en 1887 et liées à la création de la ligne de chemin de fer au XIXe siècle), une statuette de Vénus à gaine, avec au revers l'une des rares inscriptions en langue gauloise « REXTVGENO SVLLIAS AVVO[T] » signifiant « Rextugénos (fils de) Sullias Fabricant ») datée du IIe siècle de notre ère. Cette statue (qui représente une femme nue, allongée sur le ventre, les bras le long du corps, les fesses rebondies, mais à laquelle il manque la tête) se trouve désormais au musée Dobrée à Nantes.
Cette ancienne cité déclina à la fin de l'Empire romain, jusqu'à disparaître.

### Moyen-Âge
Au Moyen Âge, la commune est traversée par les chemins de Saint-Jacques-de-Compostelle.

### LeXXesiècle
En 1946, un avis d'enquête marque le départ du remembrement des terres agricoles.
Au début des années 1950, les agriculteurs sont divisés sur la question du remembrement. Face à la contestation d'une partie des agriculteurs, les forces de l'ordre sont déployées sur la commune et de nombreux opposants au remembrement sont condamnés en 1955 à La Baule à de la prison ferme et plusieurs milliers de francs d'amende.

## Population et société

### Démographie
Selon le classement établi par l'Insee, Fégréac est une commune multipolarisée. Elle fait partie de la zone d'emploi de Saint-Nazaire et du bassin de vie de Redon. Elle n'est intégrée dans aucune unité urbaine. Toujours selon l'Insee, en 2010, la répartition de la population sur le territoire de la commune était considérée comme « peu dense » : 92 % des habitants résidaient dans des zones « peu denses » et 8 % dans des zones « très peu denses ».

#### Évolution démographique
L'évolution du nombre d'habitants est connue à travers les recensements de la population effectués dans la commune depuis 1793. Pour les communes de moins de 10 000 habitants, une enquête de recensement portant sur toute la population est réalisée tous les cinq ans, les populations de référence des années intermédiaires étant quant à elles estimées par interpolation ou extrapolation. Pour la commune, le premier recensement exhaustif entrant dans le cadre du nouveau dispositif a été réalisé en 2005.

En 2022, la commune comptait 2 257 habitants, en évolution de −7,76 % par rapport à 2016 (Loire-Atlantique : +6,68 %, France hors Mayotte : +2,11 %).
| 1793  | 1800  | 1806  | 1821  | 1831  | 1836  | 1841  | 1846  | 1851  |
| ----- | ----- | ----- | ----- | ----- | ----- | ----- | ----- | ----- |
| 1 791 | 1 420 | 1 526 | 1 831 | 2 272 | 2 101 | 2 305 | 2 430 | 2 470 |

| 1856  | 1861  | 1866  | 1872  | 1876  | 1881  | 1886  | 1891  | 1896  |
| ----- | ----- | ----- | ----- | ----- | ----- | ----- | ----- | ----- |
| 2 568 | 2 772 | 2 942 | 2 871 | 2 952 | 3 071 | 3 126 | 3 073 | 2 946 |

| 1901  | 1906  | 1911  | 1921  | 1926  | 1931  | 1936  | 1946  | 1954  |
| ----- | ----- | ----- | ----- | ----- | ----- | ----- | ----- | ----- |
| 2 918 | 2 964 | 2 762 | 2 367 | 2 333 | 2 239 | 2 236 | 2 002 | 2 006 |

| 1962  | 1968  | 1975  | 1982  | 1990  | 1999  | 2005  | 2006  | 2010  |
| ----- | ----- | ----- | ----- | ----- | ----- | ----- | ----- | ----- |
| 1 890 | 1 835 | 1 714 | 1 752 | 1 874 | 1 994 | 2 117 | 2 131 | 2 278 |

| 2015  | 2020  | 2022  | - | - | - | - | - | - |
| ----- | ----- | ----- | - | - | - | - | - | - |
| 2 440 | 2 302 | 2 257 | - | - | - | - | - | - |

#### Pyramide des âges
En 2018, le taux de personnes d'un âge inférieur à 30 ans s'élève à 31,4 %, soit en dessous de la moyenne départementale (37,3 %). À l'inverse, le taux de personnes d'âge supérieur à 60 ans est de 29,5 % la même année, alors qu'il est de 23,8 % au niveau départemental.
En 2018, la commune comptait 1 160 hommes pour 1 235 femmes, soit un taux de 51,57 % de femmes, légèrement supérieur au taux départemental (51,42 %).
Les pyramides des âges de la commune et du département s'établissent comme suit.
| Hommes | Classe d’âge | Femmes |
| ------ | ------------ | ------ |
| 1,2    | 90 ou +      | 4,0    |
| 5,0    | 75-89 ans    | 9,7    |
| 20,6   | 60-74 ans    | 18,3   |
| 22,0   | 45-59 ans    | 20,8   |
| 19,6   | 30-44 ans    | 16,0   |
| 13,1   | 15-29 ans    | 12,1   |
| 18,5   | 0-14 ans     | 19,1   |

| Hommes | Classe d’âge | Femmes |
| ------ | ------------ | ------ |
| 0,6    | 90 ou +      | 1,8    |
| 6      | 75-89 ans    | 8,6    |
| 15,1   | 60-74 ans    | 16,4   |
| 19,4   | 45-59 ans    | 18,8   |
| 20,1   | 30-44 ans    | 19,3   |
| 19,2   | 15-29 ans    | 17,4   |
| 19,5   | 0-14 ans     | 17,6   |

## Patrimoine et culture locale

### Lieux et monuments
- Église Saint Méréal
- Chapelle Saint Arme
- Chapelle Saint Joseph
- Chapelle de la Madeleine
- Manoir de Penhouet : manoir du XVIe siècle, l'ancien emplacement ayant appartenu à la Famille Le Coutellier (portant De gueules, à un lévrier rampant d'argent, colleté d'un champ).
- Château du Dréneuc
- Château de La Touche Saint-Joseph
- Bibliothèque municipale
- Croix de Fégréac
- Moulin du tertre
- Stade Jean-Zingué
- Écluses du Bélion
- Le Belvédère
- La Carrière
- Base nautique de l'étang Aumée
- Canal de Nantes à Brest
- Maison du canal
- Site de Pont Mini

### Héraldique
| Blason | Blasonnement : De sable à trois fleurs de lys d'argent posées 2 et 1 ; au chef cousu d'azur chargé de trois besants d'or. Commentaires : Blason conçu par M. du Dresnay (délibération municipale du 8 novembre 1971). |

### Personnalités liées à la commune
- Abbé Grégoire Orain, prêtre réfractaire durant la Révolution.